# Gabriel Malzaire
Gabriel Malzaire, né le 4 octobre 1954 à Mon Repos (en) (Sainte-Lucie)) est un ecclésiastique catholique, évêque de Roseau (Dominique) de 2002 à 2022 et archevêque de Castries depuis 2022.

## Biographie
Gabriel Malzaire nait le 4 octobre 1954 à Mon Repos (en) sur l'île de Sainte-Lucie. Il fait ses études de théologie au séminaire régional Saint-Jean-Vianney et des Martyrs de l'Ouganda à Trinité-et-Tobago et est ordonné prêtre le 28 juillet 1985. Il sert alors pendant plusieurs années au sein de l'archidiocèse de Castries, notamment comme vicaire à la paroisse de Notre-Dame de L'Assomption à Soufrière. De 1987 à 1989, il étudie au Catholic Theological Union de Chicago, puis il revient à Sainte-Lucie où il occupe diverses fonctions au niveau de l’archidiocèse ainsi que celle vicaire de la paroisse de Babonneau et curé du sanctuaire Sainte-Lucie de Micoud. De 1993 à 1996, il enseigne la théologie au séminaire régional Saint-Jean-Vianney et des Martyrs de l'Ouganda, puis de 1996 à 2000, il suit les cours de théologie systématique à l'Université pontificale grégorienne où il obtient un Doctorat en théologie.
Redevenu professeur au séminaire de Trinité-et-Tobago, il est nommé évêque de Roseau le 10 juillet 2002 par le pape Jean-Paul II. Il est nommé archevêque de Castries le 11 février 2022 par le pape François . Il est fait  Compagnon de l'ordre de Saint-Michel et Saint-Georges (CMG) en 2023.